# Cuauhtémoc (Matías Romero)
Cuauhtémoc es una comunidad en el Municipio de Matías Romero Avendaño en el estado de Oaxaca. Cuauhtémoc está a 100 metros de altitud. 

## Geografía
Está ubicada a 17° 3' 39.24" latitud norte y 94° 31' 51.96" longitud oeste.

## Población
Según el censo de población de INEGI del 2010: la comunidad cuenta con una población total de 2264 habitantes, de los cuales 1164 son mujeres y 1100 son hombres. Del total de la población 189 personas hablan alguna lengua indígena.

## Ocupación
El total de la población económicamente activa es de 725 habitantes, de los cuales 643 son hombres y 82 son mujeres.